# Kostjantynivka
Kostjantynivka (ukrainsk: Костянтинівка, ukrainsk udtale: [kosʲtʲɐnˈtɪn⁽ʲ⁾iu̯kɐ]; russisk: Константиновка, også kendt som Kostyantynivka eller Konstantinovka) er en industriby i Donetsk oblast (provinsen) i det østlige Ukraine, ved floden Kryvyj Torets (uk). Administrativt er den en By af regional betydning. Byen har en befolkning på omkring 68.792 (2021), og fungerer også som administrativt center i Kostjantynivskyj rajon.

## Historie
Kostjantynivka blev grundlagt i 1870 af godsejer Nomikossov, der navngav bosætningen til ære for sin ældste søn, Kostiantyn. I begyndelsen af 1900-tallet udviklede Kostjantynivka sig til en industriby, og fik senere byrettigheder (1926). I 1932 blev Kostjantynivka en selvstændig kommune.
I midten af april 2014 blev byen indtaget af pro-russiske separatister under de igangværende uroligheder i Østukraine. Byen blev generobret af ukrainske kræfter den 7. juli 2014 sammen med Druzjkivka. Den 16. marts 2015 dræbte en ukrainsk pansret mandskabsvogn en otte-årig pige i byen. hændelsen udløste optøjer blandt beboerne, hvoraf mange er imod tilstedeværelsen af de ukrainske tropper.

### Ruslands invasion af Ukraine 2022
Fra den 24. februar indledte russerne deres invasion af Ukraine. I de første timer af krigen blev Kostjantynivka ramt af missiler, der var rettet mod en lokal militærbase. Området blev lejlighedsvis beskudt og bombarderet i løbet af Ruslands "første fase" af sin invasion. Kostjantynivka blev udsat for flere bombardementer i krigens "anden fase", hvor russerne koncentrerede deres angreb mod den østlige del af Ukraine. Kostjantynivka blev udsat for kraftig beskydning og missilangreb, der var rettet mod brændstofdepoter og kraftværker. Da byen lå tæt på frontlinjerne, kunne byens indbyggere dagligt høre beskydning og kampe. Byen er fortsat under ukrainsk kontrol, men har været udsat for russiske angreb.
Kostjantynivka blev ramt af et russisk hypersonisk Kh-47M2 Kinzhal-missil, hvilket Rusland glædede sig over i pressen. Missilet ramte et brændstofdepot og forårsagede en brand i byen. Brugen af et hypersonisk missil, som ramte et stort brændstofdepot, blev bekræftet af USA's præsident Joe Biden.

## Demografi
Efter folketællingen 2001 fordeler etnicitet og sprog sig således:
Etnicitet
- Ukrainere: 59.3%
- Russere: 37.7%
- Armeniere: 1.0%
- Hviderussere: 0.5%
- Azerbaijanere: 0.3%
- Jøder: 0.2%

Sprog
- Russisk: 78.1%
- Ukrainsk: 21.0%
- Armensk: 0.5%
- Hviderussisk: 0.1%